# Agrypnus gilberti
Agrypnus gilberti là một loài bọ cánh cứng trong họ Elateridae. Loài này được Dolin & Girard miêu tả khoa học năm 2003.